# Liste der Monuments historiques in Fécocourt
Die Liste der Monuments historiques in Fécocourt führt die Monuments historiques in der französischen Gemeinde Fécocourt auf.

## Liste der Immobilien
| Bezeichnung    | Beschreibung            | Standort                                 | Kennzeichnung | Schutzstatus | Datum | Bild           |
| -------------- | ----------------------- | ---------------------------------------- | ------------- | ------------ | ----- | -------------- |
| Friedhofskreuz | aus dem 16. Jahrhundert | Rue de l’Église, auf dem Friedhof (Lage) | PA00106029    | Classé       | 1919  | weitere Bilder |

## Liste der Objekte
| Bezeichnung                                         | Beschreibung | Standort                     | Kennzeichnung | Schutzstatus | Datum | Bild |
| --------------------------------------------------- | --- | ---------------------------- | ------------- | ------------ | ----- | ---- |
| Zwei Seitenaltäre                                   | Holz, farbig gefasst und vergoldet, Mitte des 18. Jahrhunderts                                                               | in der Kirche St-Remy (Lage) | PM54001538    | Inscrit      | 1983  |      |
| Hauptaltar                                          | Altartisch mit Altaraufbau, Tabernakel und Exposition; Holz, farbig gefasst und vergoldet, erste Hälfte des 18. Jahrhunderts | in der Kirche St-Remy (Lage) | PM54000226    | Classé       | 1965  |      |
| Skulptur Madonna mit Kind                           | Stein, farbig gefasst und vergoldet, 17. Jahrhundert                                                                         | in der Kirche St-Remy (Lage) | PM54000225    | Classé       | 1965  |      |
| Skulptur Heiliger Nikolaus                          | Holz, vergoldet, Anfang des 18. Jahrhunderts                                                                                 | in der Kirche St-Remy (Lage) | PM54000227    | Classé       | 1983  |      |
| Gemälde Taufe Chlodwigs durch den heiligen Remigius | Ölfarbe auf Leinwand, 1839; Holzrahmen, um 1770                                                                              | in der Kirche St-Remy (Lage) | PM54000228    | Classé       | 1984  |      |
| Gemälde Stiftung des Rosenkranzes                   | Ölfarbe auf Leinwand, zwischen 1662 und 1688                                                                                 | in der Kirche St-Remy (Lage) | PM54001131    | Classé       | 1984  |      |